# Eugen Rittweger de Moor
Eugène Rittweger de Moor (* 1921 in Theux; † 1984 in Uccle) war ein belgischer Diplomat.

## Leben
Eugene Rittweger de Moor war verheiratet mit Monique de Mal (* 12. September 1921; † 24. Dezember 2008 in Uccle) und hatte mit ihr zwei Söhne, Paul Hervé und Patrick Rittweger de Moor (* 17. Februar 1954). Eugene Rittweger de Moor trat 1947 in den diplomatischen Dienst seines Landes ein. Von 1950 bis 1952 war er in Griechenland, von 1953 bis 1954 in der Tschechoslowakei und von 1956 bis 1960 in Peru akkreditiert. Rittweger de Moor war 1960 in Bukavu in der Demokratischen Republik Kongo Generalkonsul, als Mobutu Sese Seko versuchte, Bukavu durch Truppen zu besetzen und trotz Unterstützung durch die Belgier am Flusskraftwerk Ruzizi II. scheiterte.
und Daressalam.
Von 1960 bis 1961 war er Generalkonsul in Tanganjika und ab 1962 Geschäftsträger in Daressalam mit Amtsbezirk Uganda und Madagaskar. 1963 wurde er Geschäftsträger in Nairobi, Kenia. Am 5. Februar 1965 wurde er von der Regierung in Daressalam als Botschafter akkreditiert. Am 17. Dezember 1965 wurde er von der Regierung in Antananarivo (Madagaskar) als Botschafter akkreditiert.
Von 2. Februar 1976 bis 15. Juni 1980 war er Botschafter in Kinshasa, Zaire.

## Veröffentlichungen
- Un miracle econonique: les industries de la pe ene au Pcl-ou. In: Bulletin Commercial Belge, no. 12, décembre 1933. PP. "52-56 , ~ TU".